# Kælk under vinter-OL 2018 – Hold
Holdkonkurrencen i kælk ved vinter-OL 2018 blev afholdt den 15. februar 2018 i Alpensia Sliding Centre nær Pyeongchang, Sydkorea.

## Resultater
Eventet blev afholdt den 21:30.

| Nr. | Startnr.       | Udøvere                                                                 | Natipn                        | Single kvinder | Single mænd | Dobbel mænd | Totalt   | Efter  |
| --- | -------------- | ----------------------------------------------------------------------- | ----------------------------- | -------------- | ----------- | ----------- | -------- | ------ |
| 1   | 13–1 13–2 13–3 | Natalie Geisenberger Johannes Ludwig Tobias Wendl / Tobias Arlt         | Tyskland                      | 46.870         | 48.822      | 48.825      | 2:24.517 | —      |
| 2   | 11–1 11–2 11–3 | Alex Gough Samuel Edney Tristan Walker / Justin Snith                   | Canada                        | 47.099         | 48.820      | 48.953      | 2:24.872 | +0.355 |
| 3   | 12–1 12–2 12–3 | Madeleine Egle David Gleirscher Peter Penz / Georg Fischler             | Østrig                        | 47.122         | 48.758      | 49.108      | 2:24.988 | +0.471 |
| 4   | 10–1 10–2 10–3 | Summer Britcher Chris Mazdzer Matthew Mortensen / Jayson Terdiman       | USA                           | 47.266         | 48.660      | 49.165      | 2:25.091 | +0.574 |
| 5   | 9–1 9–2 9–3    | Andrea Vötter Dominik Fischnaller Ivan Nagler / Fabian Malleier         | Italien                       | 47.078         | 48.827      | 49.188      | 2:25.093 | +0.576 |
| 6   | 8–1 8–2 8–3    | Ulla Zirne Kristers Aparjods Andris Šics / Juris Šics                   | Letland                       | 47.369         | 48.891      | 49.055      | 2:25.315 | +0.798 |
| 7   | 7–1 7–2 7–3    | Ekaterina Baturina Roman Repilov Alexander Denisyev / Vladislav Antonov | Olympiske atleter fra Rusland | 47.523         | 48.615      | 49.211      | 2:25.349 | +0.832 |
| 8   | 5–1 5–2 5–3    | Ewa Kuls-Kusyk Maciej Kurowski Wojciech Chmielewski / Jakub Kowalewski  | Polen                         | 47.711         | 49.134      | 49.568      | 2:26.413 | +1.896 |
| 9   | 6–1 6–2 6–3    | Aileen Frisch Lim Nam-kyu Park Jin-yong / Cho Jung-myung                | Sydkorea                      | 47.211         | 49.854      | 49.478      | 2:26.543 | +2.026 |
| 10  | 4–1 4–2 4–3    | Raluca Strămăturaru Valentin Crețu Cosmin Atodiresei / Ștefan Musei     | Rumænien                      | 47.097         | 49.609      | 50.138      | 2:26.844 | +2.327 |
| 11  | 2–1 2–2 2–3    | Katarina Šimoňáková Jozef Ninis Marek Solčanský / Karol Stuchlák        | Slovakiet                     | 48.032         | 49.326      | 49.635      | 2:26.993 | +2.476 |
| 12  | 3–1 3–2 3–3    | Tereza Nosková Ondřej Hyman Lukáš Brož / Antonín Brož                   | Tjekkiet                      | 48.238         | 49.178      | 49.645      | 2:27.061 | +2.544 |
| 13  | 1–1 1–2 1–3    | Olena Shkhumova Anton Dukach Oleksandr Obolonchyk / Roman Zakharkiv     | Ukraine                       | 51.503         | 49.135      | 50.365      | 2:31.003 | +6.486 |